# Kobyla Góra (gmina)
Kobyla Góra [kɔˈbɨla ˈɡura] est une commune rurale de la Voïvodie de Grande-Pologne et du powiat d'Ostrzeszów. Elle s'étend sur 129 km² et comptait 5 920 habitants en 2010.
Elle se situe à environ 12 kilomètres à l'ouest d'Ostrzeszów et à 130 kilomètres au sud-est de Poznań, la capitale régionale.

## Géographie
| - Plan de la gmina. - Situation de la gmina dans le powiat. |